# Ä̂
Cette page contient des caractères spéciaux ou non latins. S’ils s’affichent mal (▯, ?, etc.), consultez la page d’aide Unicode.
Ä̂ (minuscule : ä̂), appelé A tréma accent circonflexe, est un graphème utilisé dans l’écriture du han et du moyen bas allemand. 
Il s’agit de la lettre A diacritée d’un tréma et d’un accent circonflexe.

## Représentations informatiques
Le A tréma accent circonflexe peut être représenté avec les caractères Unicode suivants :
- décomposé et normalisé NFC (latin étendu A, diacritiques) :

| formes    | représentations | chaînes de caractères | points de code | descriptions                                                   |
| --------- | --------------- | --------------------- | -------------- | -------------------------------------------------------------- |
| capitale  | Ä̂               | Ä◌̂                    | U+00C4 U+0302  | lettre majuscule latine a tréma diacritique accent circonflexe |
| minuscule | ä̂               | ä◌̂                    | U+00E4 U+0302  | lettre minuscule latine a tréma diacritique accent circonflexe |

- décomposé et normalisé NFD (latin de base, diacritiques) :

| formes    | représentations | chaînes de caractères | points de code       | descriptions                                                               |
| --------- | --------------- | --------------------- | -------------------- | -------------------------------------------------------------------------- |
| capitale  | Ä̂               | A◌̈◌̂                   | U+0041 U+0308 U+0302 | lettre majuscule latine a diacritique tréma diacritique accent circonflexe |
| minuscule | ä̂               | a◌̈◌̂                   | U+0061 U+0308 U+0302 | lettre minuscule latine a diacritique tréma diacritique accent circonflexe |